# Victor Camparan
Victor Camparan est un homme politique français né le 29 novembre 1832 à Saint-Gaudens (Haute-Garonne) et mort le 27 octobre 1912 dans la même ville.

## Biographie
Médecin à Saint-Gaudens, il est aussi inspecteur des eaux thermales. Opposant au Second Empire, il est révoqué de ses fonctions d'inspecteur, qu'il retrouve après le 4 septembre 1870. En 1871, il est conseiller général, et après deux échecs aux législatives comme candidat républicain, en 1876 et 1877, il est élu sénateur de la Haute-Garonne en 1879. Il siège à gauche et conserve son poste jusqu'en 1906.

## Sources
- Ressource relative à la vie publique :   - Sénat
- Notices d'autorité :   - VIAF
  - ISNI
  - BnF (données)
  - IdRef
  - Pays-Bas
- « Victor Camparan », dans Adolphe Robert et Gaston Cougny, Dictionnaire des parlementaires français, Edgar Bourloton, 1889-1891 [détail de l’édition]